# محافظة ميناميكاواشي، أوساكا

موقع ميناميكاواشي، أوساكا

محافظة ميناميكاواشي (باليابانية: 南河内郡) (بالإنجليزية: Minamikawachi)، هي محافظة يابانية أسست سنة 2009م، يبلغ عدد السكان حوالي 37,695 نسمة.

## مدن وقرى
- كينان
- تايشي
- شيهايا أكاساكا